# Dragoslav Mihajlović
Dragoslav Dragan Mihajlović (ur. 13 grudnia 1906 w Aleksinac, zm. 18 czerwca 1978 w Sale) – jugosłowiański piłkarz, reprezentant kraju, grający na pozycji obrońcy.

## Kariera piłkarska
Mihajlović w latach 1924–1931 występował w zespole BSK Beograd, z którym sięgnął po mistrzostwo Jugosławii w sezonie 1930/31.
Mihajlović w reprezentacji Jugosławii zadebiutował 15 czerwca 1930 w zremisowanym 2:2 meczu z Bułgarią. W tym samym roku został powołany przez trenera Boško Simonovicia na Mistrzostwa Świata. Na turnieju wystąpił w trzech spotkaniach z Brazylią, Boliwią i Urugwajem. Jugosławia zakończyła turniej na 4. miejscu. Łącznie Mihajlović wystąpił w drużynie narodowej w 4 spotkaniach.
| Mecze i gole w reprezentacji | Mecze i gole w reprezentacji | Mecze i gole w reprezentacji | Mecze i gole w reprezentacji | Mecze i gole w reprezentacji | Mecze i gole w reprezentacji | Mecze i gole w reprezentacji |
| #                            | Data                         | Miasto                       | Przeciwnik                   | Gol                          | Wynik                        | Rozgrywki                    |
| ---------------------------- | ---------------------------- | ---------------------------- | ---------------------------- | ---------------------------- | ---------------------------- | ---------------------------- |
| 1.                           | 15.06.1930                   | Sofia                        | Bułgaria                     |                              | 2:2                          | towarzyski                   |
| 2.                           | 14.07.1930                   | Montevideo                   | Brazylia                     |                              | 2:1                          | MŚ 1930                      |
| 3.                           | 17.07.1930                   | Montevideo                   | Boliwia                      |                              | 4:0                          | MŚ 1930                      |
| 4.                           | 27.07.1930                   | Montevideo                   | Urugwaj                      |                              | 1:6                          | MŚ 1930                      |

## Sukcesy
BSK Beograd
- Mistrzostwo Jugosławii (1): 1930/31